# Кръсте Стоянов
Кръстьо (Кръсте) Калчов Стоянов е български революционер, деец на Вътрешната македоно-одринска революционна организация.

## Биография
Кръсте Стоянов е роден през 1880 година в ресенското село Дърмени, тогава в Османската империя. Работи с брат си Нанчо като печатар в печатницата на баща си Калчо Стоянов в Цариград. Присъединява се към ВМОРО и между 1900 и 1903 година е член на Цариградския революционен комитет на организацията. Работи в Българската болница в Цариград, през октомври 1903 година е арестуван и интерниран в родното си село.. През 1904 година минава в нелегалност и става четник при Спиро Олчев в Ресенско. Загива в сражение с турски аскер на 3 февруари 1905 година край Кривени заедно с Геро Ресенски.